# Middlesex Guildhall
La Middlesex Guildhall è un palazzo della Parliament Square di Londra, ed ospita la Corte suprema del Regno Unito dal 1º ottobre 2009.

## Storia
Il sito era precedentemente occupato dal campanile dell'Abbazia di Westminster, che tra il 1750 e il 1800 è stato utilizzato come mercato cittadino.
L'amministrazione di Westminster decise di commissionare un edificio ottagonale come sede del tribunale nel 1805. Quando la città entrò a far parte della contea di Londra l'edificio passò al Middlesex.
La costruzione dell'edificio attuale è iniziata nel 1906 ed è finita nel 1913, ad opera dell'architetto inglese James Glen Sivewright Gibson.
L'edificio fu chiuso nel 2007 per essere rinnovato e restaurato con l'obiettivo di ospitare la Corte suprema del Regno Unito, che ne ha fatto la propria sede il 1º ottobre 2009.